# Hattrick
Hat-trick pomeni, da je igralec dosegel tri gole na eni (nogometni) tekmi.
Hattrick (ali kratko HT) je spletna nogometna igra, v kateri igralci prek brskalnika vodijo svoj nogometni klub. Razvita je bila na Švedskem, trenutno pa je v igro vključenih prek 700.000 igralcev iz 128 držav z vsega sveta. O tej igri so poročali mediji, kot so Delo, Dnevnik, Joker, Pil in Računalniške novice. Hattrick je že praznoval 10. obletnico.
Hattrick je brezplačen. Tekme se igrajo dvakrat na teden - v soboto ligaške in v torek pokalne ali prijateljske. Za uspeh na tekmah je potrebno kupovati, prodajati in trenirati igralce ter skrbeti za dobro finančno stanje kluba. Vsak teden lahko igralec preizkusi mladega talenta, ki ga je vzgojil v svoji mladinski šoli, največjo čast pa uporabnikom predstavlja vodenje U20 in članske reprezentance.
Za mnoge najpomembnejši segment HT-ja je skupnost, katero v Sloveniji sestavlja več kot 4.000 članov, ki komunicirajo prek foruma, časopisa in v resničnem svetu.
Nekateri dodatki, ki na igro ne vplivajo, so dostopni le uporabnikom s plačljivim supporterjem, drugi pa so brezplačni.

## Lige
V Sloveniji je pet lig (od Prve slovenske lige do V.lige) skupin pa je več. Prva slovenska liga je samo ena, drugih (II.) lig je 4, tretjih (III.) je 16, četrtih (IV.) je 64, petih (V.) je pa 256 (od tega pa je 1/2 ekip brez lastnika oz. botov). V nekaterih drugih večjih državah Italija, Španija je teh lig več, nekatere manjše (obsežno po številu uporabnikov) pa jih imajo manj Trinidad in Tobago, Irak ...

## Sistem točkovanja
Liga:
Sistem točkovanja je povsem enak kot pri resničnem nogometu, zmaga prinese 3 točke, neodločen rezultat 1, poraz pa nobene.
Pokal:
V primeru neodločenega rezultata po 90 minutah, se igrata dva 15 minutna podaljška. V primeru, da je tudi po 120 minut rezultat neodločen se izvaja 11-m. 
V primeru, da je po 22 streljanih 11-m (vsako igralec iz moštva 2 strelja) rezultat še vedno neodločen, se zmagovalec določi z metom kovanca.